# 工人画报

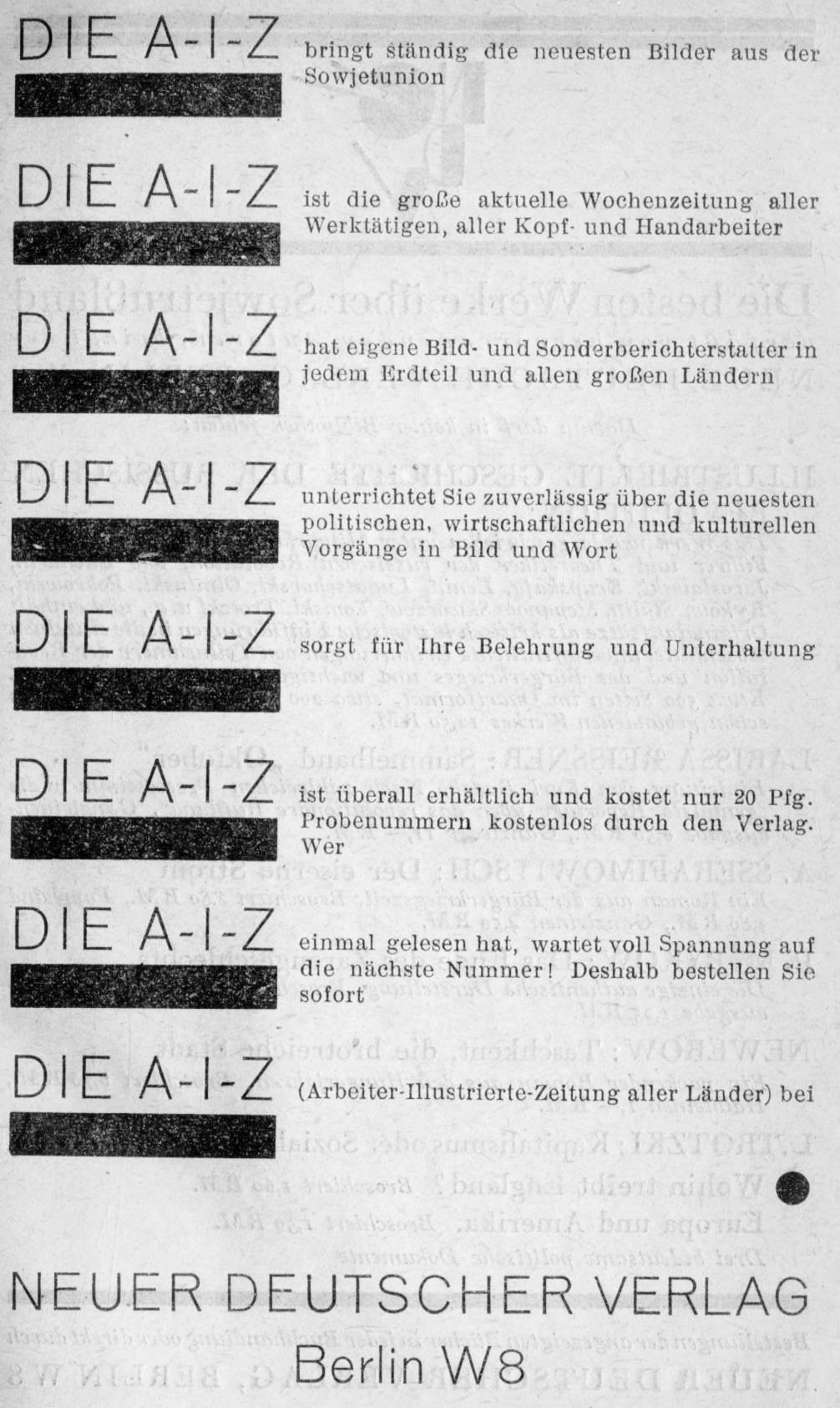
1928年的《工人画报》广告

《工人画报》（德語：Arbeiter-Illustrierte-Zeitung，缩写为A-I-Z），又译《德国工人画报》，是一份德国反法西斯主义和共产主义画报，与德国共产党密切关联。首次出版于1921年11月7日，最初名为《图片中的俄罗斯》，以响应伏尔加饥荒时期列宁“国际无产阶级大团结”的号召。《工人画报》主要刊登工人阶级的摄影作品。《工人画报》长期由威廉·明岑贝格出版，魏玛德国末期发行量达到50万份。纳粹上台后，《工人画报》先后流亡布拉格和巴黎。1938年停刊。